# Omzettingsgetal
Het omzettingsgetal (ook wel turnover number of TON) is een term binnen de scheikunde met betrekking tot katalyse die een maat vormt voor de levensduur en effectiviteit van een katalysator. Dit getal kan worden berekend door de hoeveelheid omgezette substraatmoleculen (zonder onderscheid te maken naar gevormd product) te delen door de hoeveelheid katalysatormoleculen. Hoe hoger het omzettingsgetal is, hoe meer effectieve reacties de katalysator heeft kunnen uitvoeren, en dus hoe groter de combinatie van levensduur en effectiviteit. De eenheid is mols·(molcat)−1.
De reacties waarbij de uitgangsstof wordt gevormd, worden niet meegenomen in de bepaling van het omzettingsgetal, maar verder wel ieder ander product.